# Юрий Захарчук
Юрий Порфириевич Захарчук (1890 – 1944) е украински дворянин и офицер, емигрирал в България, оглавил и издигнал противопожарната служба на София до една от най-добрите в Европа.
Удостоен е с над 20 български и чужди ордена; за него Цар Борис дори прави специално изключение – двукратно е награден с орден „Свети Александър“. Командирът обаче най-много се гордеел с отличието „Българска признателност“, присъдено само на 4 души.

## Ранни години
Роден е в Киев на 26 ноември 1890 г. в дворянско семейство от Херсонска област. Завършва Юридическия факултет в родния си град и Първоразредното киевско военно училище. Става офицер в руската армия, където достига до чин капитан, награден е с ред отличия и заема високи военни постове. От събранието на офицерите е избран за член на Съда на честта. Започва да се занимава с пожарно дело при Имперските доброволци още 16 годишен. Организира и ръководи пожарните команди в градовете Ананиев, Житомир и Тузла (в Украйна). След 1917 г. офицерът се включва в белогвардейските части и се сражава под командването на ген. Пьотър Врангел. Жена му с 5-годишната им дъщеря попадат в териториите, завзети от червените, и са подложени на тежки изпитания. При евакуацията на врангеловата армия от Крим пристига в Цариград, където в 1921 г. организира пожарната команда в Боюкдере, издейства доставката на пожарни коли от Франция и дори поставянето на улични номера на къщите, нещо напълно непознато в Турция дотогава. Но ориенталският манталитет на служителите и населението правят всичките му усилия неефективни и щом посреща семейството си, успяло с помощта на еврейски търговец да напусне Крим, всички се преселват в София.
Тук на 10 февруари 1923 г. офицерът дворянин попада на постановка в Народния театър, при която избухва унищожителен пожар. Полицията и войската, които са около театъра след скорошния атентат в него срещу Стамболийски, са затворили вратите на сградата от съображения за сигурност, докато трае спектакълът. В залата са столичният кмет Крум Попов и много граждани. Хората са в капан сред лумналите пламъци, формените сили отвън са дезорганизирани и безпомощни да им помогнат, угасва и електричеството, настава паника, заплашваща да бъде последвана от голяма трагедия. В този критичен момент се намесват пристигналият веднага на място цар Борис III и руският офицер, който в залата с гръмовен глас отправя заповеди и наставления към гражданите. По нареждане на царя, който сам се промъква сред пламъците и дава нареждания за спасяване, се донасят стълби, маркучи и дюшеци от двореца. Така те овладяват положението и заедно с артистите на театъра организират евакуация през ниските тераси на сградата, като всички освен двама са спасени.

## Дейност в България
Качествата, проявени при пожара в Народния театър, са оценени по достойнство и скоро отварят вратите на Захарчук в България. Оценен е от царя и от министъра на вътрешните работи и народното здраве генерал Иван Русев, от който капитан Захарчук лично в 1923 г. получава назначението си на командир на столична пожарна. В 1934 г. друг министър на същото министерство – ген. Петър Мидилев, го назначава за главен пожарен инструктор на министерството, което е равнозначно на началник на пожарната служба в Царството, какъвто пост тогава още няма. На тези две длъжности доблестният офицер остава неотклонно до смъртта си в 1944 г.
Службата не е лека, 3 – 4 денонощия дежурство и едно денонощие почивка, офицерът въвежда в нея строг военен ред и дисциплина, последователна бойна и строева подготовка на пожарникарския състав. Отговорен поданик, баща и християнин, той редовно посещава руската църква „Св. Николай“ до Военния клуб, патрулира из София – в началото на бял кон, а после в пожарната кола. Обзавежда на 2-рия етаж в казармата на пожарникарите на ул. Екзарх Йосиф 46 (която и днес е централна пожарна служба) прилично жилище, в което живее със семейството си, за да е близо до подчинените и гражданите и да е в постоянна готовност при пожар.
Поставя в пожарната изрично условие – никой да не членува в политически партии! Обучава и налага дисциплина, лична отговорност, високи умения, осигурява отлично обмундирване и най-съвременна техника на състава и издига високо обществения му престиж. Извоюва увеличаване щата на пожарната от няколкостотин до близо 8000 души. Издейства им дори по-ранно пенсиониране с високите тогава пенсии от 600 лв. за редовия и до 1500 лв. за командния състав. Лично води хората си, многократно рискува живота си в погасяването на опасните пожари, разработва и оттренира предварителни технико-тактически планове на операциите по потушаването им, така че службата му става изключително ефективна и образцова.
Често повтаря, че пожарникарят не блести със своята каска, а със своя дух и професионализъм! Всички пожарникари са снабдени с модерните газови маски, а командата разполага и с два пълни боекомплекта азбестови костюми за гасене вътре в пожарищата. Разяснява, че хуманността на професията пожарникар е не просто самопожертвователността, а умението да победиш огъня, за да спасиш ближния си. Знаейки, че в медицината и в пожарната най-важен за спасяването е факторът време, още преди да се снабди с автомобили, в службата обучава конете ѝ при сигнал за тревога веднага да застават между тегличите на каруците, всеки до своето буре с вода. Издейства и организира закупуването на първите пожарни коли от заводите „Рено“ след това и 26 м висока пожарникарска автостълба „Magirus“, лично работи в „Рено“ цял месец като монтьор, за да опознае новата техника. Превъоръжаването на пожарните команди става възможно благодарение на основания през 1924 г. обществен фонд „Пожарно дело“. За да сведе до минимум времето за реакция, създава клонове на службите, които дислоцира в отдалечени от центъра на столицата места.
Така в кратко време организира и издига противопожарната служба в София до една от най-добрите в Европа, в много отношения дори по-добра като ефикасност и дисциплина от тези на водещите страни. Възпитаните и обучени от него кадри правят същото в останалите български градове. През 1926 г. организира доброволните пожарникарски отряди в действена национална структура. Насърчава поставянето на автоматични електрически пожароизвестителни устройства. През 1927 г. е приет Правилник на столичната общинска пожарна команда, утвърден от тогавашния кмет генерал Владимир Вазов. Захарчук е обединителната фигура на професията и от момента на назначаването му подпомага дейността на останалите пожарни командири в страната. През 1929 г. британски кралски специалисти наблюдават действията на пожарникарите и впечатлени пишат: „Софийската пожарна команда под ръководството на г-н Захарчук е с великолепни качества и е може би най-добрата в света“. Цар Борис неведнъж споделя: „Дайте ми още 20-ина като Захарчук и аз ще преобразя България!“ В 1931 г. в столичната пожарна команда създава първия екип за спешна помощ, като осигурява първата линейка със съдействието на Българския червен кръст. Създава „Спасителна станция“ – първообраз на „Бърза помощ“, с линейка лазарет, на която дежурят лекари доброволци. Създава и газово отделение с 14 маски за работа срещу задушване от дим и газове. В 1932 г. за пожарникарите благодарение усилията му е осигурено правото на пенсия при 15 години трудов стаж и обезщетение в случай на смърт или злополука при изпълнение на служебните им задължения. Същата 1932 г. Столичната пожарна команда печели състезанието по бързина и дееспособност в Европа, като побеждава дори немците, става първа и е призната за най-добра.
Неговата пожарна е включена в дипломатическия протокол. През 1934 г. Захарчук е назначен за Главен инструктор (инспектор) в Министерството на вътрешните работи и народното здраве, фактически пост на началник на Пожарната служба в Царство България, пряко подчинен на министъра на вътрешните работи и народното здраве. В 1934 г. с неговите усилия е разработен и приет Правилникът за устройството на противопожарната охрана, обн. ДВ бр. 84. Той възлага на огнеборците спасяването и подпомагането на населението при всички обществени бедствия – пожари, земетресения и наводнения, дори и при нападения от скакалци. С новия общодържавен нормативен акт към Министерството на вътрешните работи и народното здраве (МВРНЗ) е разкрита длъжността главен инспектор по пожарно дело. За първи път е създадено централно ръководство на противопожарната охрана в държавата. То е поверено на незаменимия Захарчук, който оставайки командир на софийската пожарна е назначен и за главен инструктор и противопожарен инспектор в Министерството на вътрешните работи и народното здраве. От казармата му на ул. Екзарх Йосиф 46 командва не само столицата, но ръководи организирането на пожарното дело в цялата страна, подчинени са му областните пожарни командири, а „Столичната пожарна команда“ е определена за главна база на инвентара на Отделението за Обществени грижи. Инвентарът се състои от санитарни коли, триосни товарни камиони, лодки, спасителни пояси, канджи, легла, дюшеци, палатки и други, които се разпращат, съответно нуждите на пострадалото население, при големи обществени бедствия и катастрофи. С това започналата централизация на пожарното дело в България запазвайки общинските правомощия е издигната на нивото на държавна грижа. Последователно са приети и Наредба-закон за селските общини (обн. ДВ, бр. 100/1934 г.) и Наредба-закон за градските общини (ДВ, бр. 114/1934 г.), с които се въвежда 10% налог върху плащаните премии на застрахователни дружества от направените от тях застраховки против пожар в землищата на общините. Налогът се плаща от застрахователните дружества и на всеки шест месеца се внася в Българска народна банка по сметки на съответните общини.
В техническо и строево отношение столичната пожарна команда се изравнява, а в редица отношения изпреварва редица европейски столици и се ползва с авторитета на една от най-ефективните на Стария континент. Захарчук не само лично ръководи и пряко участва в акциите, но с обаяние води и разяснителна и образователна дейност сред обществеността. Изнася сказки с противопожарна тематика и по Радио София.
Наричат го с уважение „Рицар на огнеборската чест“. Захарчук е поканен лично и присъства като почетен гост на коронацията в Лондон на английския крал и император на Британската империя Джордж VI, а кралят на Белгия Леополд III му връчва ордена на Белгийската корона, императорът на Етиопия го моли да организира пожарна на Адис Абеба, но офицерът учтиво отказва.
През 1935 г. въз основа на Закона за общественото подпомагане към МВРНЗ е създаден Централен отряд за първа и бърза помощ с началник Юрий Захарчук. Той се чувства отговорен и се грижи за пожарното дело в цяла България, прави инспекция по покана на Пловдивската община и изготвя доклад-анализ за необходимите действия, които залягат в общинския план, прави и всичко по възможностите си да съдейства на всички български градове. В края на 1935 г. общо в страната пожарникарите достигат внушителния брой от 7638 шлема, колкото сухопътна армейска дивизия. За пръв път се провежда системно тактическо изучаване на обектите и се усъвършенства системата за подаване на команди със звукови сигнали. Сигналите подавани от тръбач при пожар – най-полезното, както и във войската, средство за командна комуникация тогава са регламентирани на около 200. В столицата и в големите градове започва монтирането към градската водопроводна мрежа на пожарни хидранти, чиято охрана е поверена на стражарите. Пресата подробно отразява дейността на пожарникарите и напредъка на пожарното дело. Пожарната охрана се сочи като един от най-добре организираните държавни ресори.
В 1937 г. изискваната от него непартийност на подчинените му е уредена със закон, с който на жените се дават избирателни права, но на абсолютно всички служещи на държавата под пагон – армия, жандармерия, пожарна, полиция и на учениците е забранено да гласуват. Захарчук оглавява и редакционните съвети на сп. „Пожарна охрана“ (излиза 1934 – 1940) и на в. „Противо аеропланна и газова защита“ (излиза 1943 и 1944 г. през бомбардировките за обучение на гражданското население). В годините на Втората световна войната службата става още по-напрегната, но началникът ѝ е все така неуморен, той спасява София от подпалени от бомбите ешелони на Военна рампа, пълни с експлозиви и муниции, за което незабавно пристигналият на място цар Борис, пренебрегвайки правилата, още там го награждава за втори път с орден „Св. Александър“. Царят отдавна и често му гостува, както и останалите от царския дом. Захарчук посреща с най-тържествен парад, изразявайки почитта на българите към новабрачната българска царица Йоана. За да се научат отрано на ред и дисциплина, престолонаследникът Симеон II и сестра му Мария-Луиза са чести гости на Захарчук. За тях столичните пожарникари измайсторяват работещ прототип на мотопомпа и умалени тренировъчни гимнастически уреди. За 21 години ръководство на пожарната служба над него се сменят много правителства, министри и кметове, но не и командирът на столичната и българската пожарна, неизменната респектираща фигура на бял унгарски жребец на парадите на пожарната и войската. Той бързо се превръща в легендарен за гражданите и обичан от подчинените си водач на българската пожарна команда, на когото всички разчитат – от царя до надничаря. По повод Захарчук в-к „Слово“ обобщава:„В днешното тежко време всички сме загрижени за бъдещето на нашия народ… Моят отговор е следният: от българина всичко става, зависи от това в какви ръце ще попадне. Всичко става от българина – и най-добро, и най-лошо: зависи от водача. Помислете какво би било, ако начело на главните ресори на нашата държавна машина стоеха хора като инструктора на столичната пожарна команда, класирана като първа в Европа?“
На 8 септември 1944 г. според плана на антихитлеристката коалиция съветски войски нахлуват в България и я окупират, българското правителство обявило същия ден война на Германия е свалено с преврат от просъветски фактори, на другия ден след деветосептемврийския преврат, на 10 септември Захарчук е предупреден от верен войник, че от превратаджиите са пратени въоръжени паравоенни да го арестуват по абсурдната причина, че бил буржоазен пожарникар на починалия български цар. Той аристократично и мъжествено отвръща: „Спокойно! Докато пистолетът е с мен, няма страшно!“ Отказвайки малодушно да бяга и да се крие, което противоречи на благородническата му офицерска чест, и добре познавайки на какви издевателства и варварство са способни съветската власт и слугите, поставени от нея, потресен от за втори път застигащия го комунистически терор, той хладнокръвно се застрелва. В предсмъртното си писмо, воден от чистата си съвест, пише: „20 години служих честно на България. В никакви политически работи не съм участвал. Обичам Русия и България. Поздрав на моите другари пожарникарите.“ Погребан е с голямо преклонение в руския парцел № 91 на Софийските централни гробища в парадна униформа с всичките си ордени и отличия. Двамата му заместници по-късно са разстреляни от комунистите.

## Памет
През 1946 г. става факт заветната му мечта – Народното събрание приема готвения още от 1942 г. Закон за противопожарната защита, с който се създават фонд „Противопожарна защита“ и Държавно противопожарно училище. През 1951 г. обаче е скалъпен съдебен процес срещу „вражеската група в ППЗ“ обвинени, че саботирали властта като гасели пожари, разправата завършва с разстрел на обучените от Захарчук негови другари и бивши заместници – началника на отдел „Противопожарна защита“ при МВР Бою Божков, на Иван Дипчиков – първия началник на Държавното пожарно училище и на Владимир Удрев – технически директор на предприятие „Щит“ за противопожарна техника при МВР, а още шестима пожарникари са осъдени на лишаване от свобода между 12 и 20 години, което добре подсказва и каква би била съдбата на Захарчук, ако бе попаднал в ръцете на режима, установен в 1944 г. след преврата над България, обявен за престъпен от Народното събрание след 1989 г. В 2005 г. Столичната община с Решение № 503 от 14 юли наименува пространството до Дирекцията на пожарната „Площад Юрий Захарчук“ и постановява да му се издигне там паметник. На него и делото му са посветени редица публикации, а в 2003 за него е създаден документалният филм „Огън и плам“ на режисьора Иван Трайков, номиниран от Съюза на българските филмови дейци за най-добър документален филм за 2000 – 2002 г. В 1999 г. служителите на НСПБЗН – МВР го избират за Пожарникар № 1 на ХХ век и всяка година на Илинден и в деня на пожарникаря 14 септември те, заедно с официални лица, правят тържествено поклонение на гроба му.

## Потомство
Неговата дъщеря Алла Захарчук-Герова е утвърден български либретист и съпруга на композитора Найден Геров, който е пряк потомък на именития възрожденец Найден Геров и на братята Евлоги и Христо Георгиеви. Техният син, внукът на Захарчук, е видният български учен в областта на информатиката и математиката от Института по математика и информатика на БАН доц. д-р Александър Геров. Алла Захарчук също така има син от предишен брак – с Леонид Есауленко, чиято втора и четвърта жена е актрисата Таня Масалитинова. Владимир Есауленко (Геров) завършва специалност „Технология на машиностроенето“ във ВМЕИ София, но голямата му любов е ветроходството. Национален състезател в клас Фин, впоследствие става национален и международен съдия по ветроходство.